# Казеевский переулок
Казеевский переулок — улица в районе Отрадное Северо-Восточного административного округа города Москвы. Проходит от улицы Римского-Корсакова до Медведковской железнодорожной ветки.
В перспективе параллельно переулку планируется строительство путепровода над железнодорожными путями, соединяющего Юрловский проезд и Бибиревскую улицу.

## Название
Проектируемый проезд № 5003 получил название в июне 2017 года по деревне Казеево, которая находилась в этих местах в XVII—XX веках. Казеево (Козеево) находилось на западном берегу реки Чермянки на месте нынешнего Юрловского проезда. В 1960 году территория была включена в состав Москвы, и при застройке района деревня была снесена. 
- Переулок зимой
- Колбасный завод «Отрадное»
- Переход вблизи станции Медведково
- Конец переулка

## Общественный транспорт

### Внеуличный транспорт

#### Станцииметро
- Бибирево
- Отрадное

### Наземный транспорт
Непосредственно по улице не проходят маршруты общественного транспорта. Вблизи расположена остановка «Козеево» со следующими маршрутами.

#### Автобусы
- 23:  Тимирязевская —  Фонвизинская — Алтуфьевское шоссе —  Отрадное — ЖК «Юрлово»
- 238:  Окружная —  Владыкино —  Отрадное — улица Римского-Корсакова —  Бабушкинская — Станция Лосиноостровская
- 238к: Микрорайон 4 «Д» Отрадного —  Отрадное — улица Римского-Корсакова —  Бабушкинская — Станция Лосиноостровская